# Isaac Guggenheim

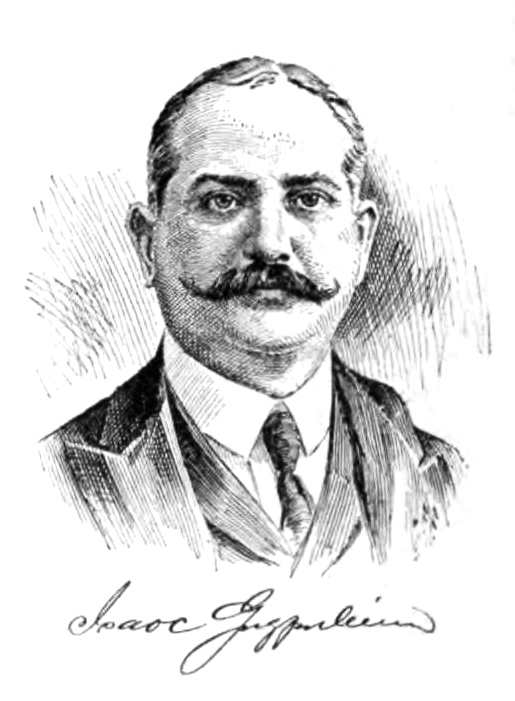
Isaac Guggenheim

Isaac Guggenheim (* 1. Juni 1854 in Philadelphia; † 10. Oktober 1922 in Southampton) war ein US-amerikanischer Industrieller und Philanthrop.
Seine philanthropischen Hauptinteressen galten dem Jewish Theological Seminary, dem Mt. Sinai Hospital in New York, dem Hebrew Union College in Cincinnati und dem Jewish Hospital in Denver.
Isaac Guggenheim war der erstgeborene Sohn Meyer Guggenheims.